# Goran Adamović
Pour les articles homonymes, voir Adamović.
Goran Adamović, né le 24 avril 1987 à Belgrade, est un footballeur serbe.

## Palmarès
- Coupe du Monténégro : 2015